# Église Saint-Maurice de Vicq
L'église Saint-Maurice est une église catholique située à Vicq, en France.

## Localisation
L'église est située sur la commune de Vicq, dans le département de l'Allier, en région Auvergne-Rhône-Alpes.

## Description
L'église comprend une nef de trois travées avec bas-côtés, un double transept avec absidioles en demi cercle, un chœur composé d'une travée rectangulaire sur laquelle s'ouvre le sanctuaire établi sur plan demi circulaire. La crypte s'étend sous le chœur et le sanctuaire. La nef était jadis fermée par un berceau ogival porté sur doubleau. Les voûtes se sont écroulées après avoir déversé les murs latéraux. Un berceau en lattis et plâtre les remplace aujourd'hui. Les bas-côtés de la nef sont couverts en voûtes d'arêtes ; les transepts et la travée rectangulaire du choeur en berceau ogival ; la travée de croisée en voûte d'ogive sur nervures. Sur cette croisée, au-dessus des combles, s'élève un soubassement carré portant un clocher octogonal composé de deux étages ajourés que surmonte un tronçon de flèche en pierre. Les baies des étages du clocher sont garnies de fenestrages en pierre établis au commencement du 13e siècle. L'édifice, conçu sur un plan roman, paraît n'avoir été achevée qu'à l'époque où le style transitoire du 12e au 13e siècle commençait à s'imposer. Cette influence se fait nettement sentir dans la sculpture des chapiteaux.

## Historique
L'édifice est classé au titre des monuments historiques en 1911.